# Stefan Kindermann
Stefan Emanuel Kindermann (Viena, 28 de desembre de 1959), és un jugador d'escacs austríac, que té el títol de Gran Mestre des de 1988. És neurolingüista, i també treballa com a entrenador d'escacs. Té, juntament amb Gerald Hertneck, una acadèmia d'escacs a Múnic.
Reconegut compositor d'escacs, un dels seus estudis de final va ser el guanyador del torneig del 50 aniversari de Jan Timman, el gener de 2002.
A la llista d'Elo de la FIDE del novembre de 2020, hi tenia un Elo de 2471 punts, cosa que en feia el jugador número 7 (en actiu) d'Àustria. El seu màxim Elo va ser de 2546 punts, a la llista de juliol de 2005 (posició 325 al rànquing mundial).

## Carrera escaquística
El pare de Stefan Kindermann, Gottfried Karl-Heinz Kindermann, es va traslladar amb la seva família a Múnic el 1967, en rebre allà una càtedra. Als dotze anys, Stefan Kindermann ja era membre del club d'escacs Post SV München. El 1978 va guanyar la Copa Dahn i va prendre la decisió d'esdevenir jugador professional d'escacs.
Entre altres resultats destacats, va compartir el primer lloc al torneig de Dortmund de 1985 (amb Iuri Razuvàiev), i va guanyar torneigs a Biel/Bienne 1986, o Stary Smokovec 1987. El 1988 va rebre el títol de Gran Mestre El seu major èxit va ser el primer lloc al Memorial Vidmar (que feia de torneig Zonal, celebrat a Ptuj el 1995, que el va classificar per al cicle del Campionat del món de la FIDE de 1997, del qual va ser eliminat en segona ronda contra Gilberto Milos (0-2), després d'haver superat Alex Yermolinsky a la primera ronda, per 3-2.
El 2005 es va incorporar a la Federació Austríaca d'Escacs, a la qual va representar en l'Olimpíada d'escacs de 2008. Kindermann ha jugat durant molts anys a la Bundesliga, i actualment juga pel club de Múnic MSA Zugzwang. En la lliga austríaca ha jugat pel Merkur Graz i pel SK Sparkasse.

### Participació en olimpíades

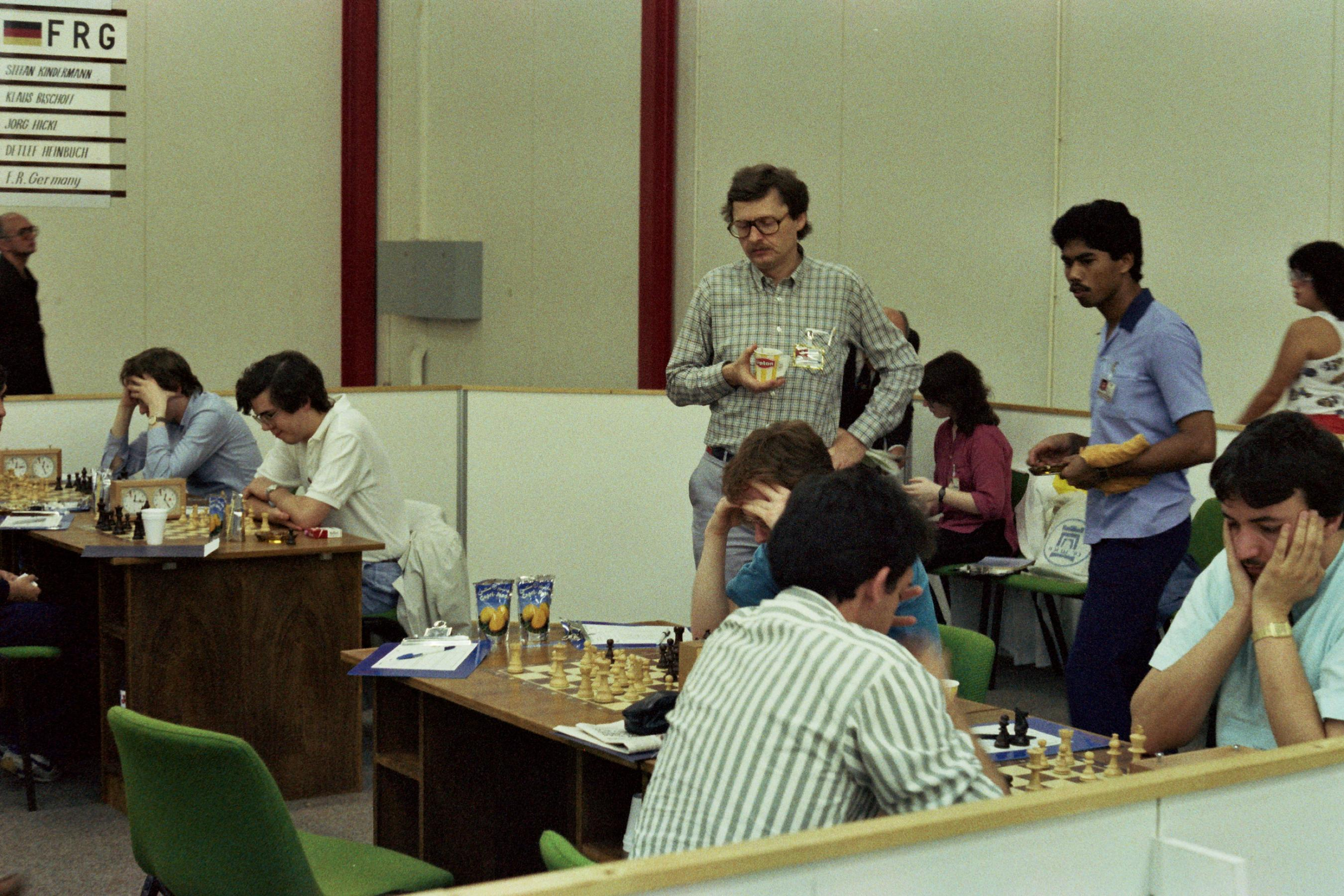
Stefan Kindermann, Klaus Bischoff, Jörg Hickman, Detlef Hein, i Hans-Joachim Hecht a l'olimpíada d'escacs de 1986.

Kindermann ha participat en set Olimpíades d'escacs, en sis ocasions representant Alemanya, entre 1982 i 1994, i en una representant Àustria (2008). Hi ha fet un total de 39½ punts de 66 partides, un 59,8%). A les edicions entre 1982 i 1988 hi participà com a MI, i a partir de 1990 com a GM.

## Escriptor d'escacs
És autor de diversos llibres d'obertures d'escacs, com ara sobre la Variant Nimzowitsch/Winawer de la defensa francesa (juntament amb Ulrich Dirr, 2001, ISBN 3-935748-00-0), el Sistema Leningrad de la defensa holandesa (2002, ISBN 3-935748-03-5) i la variant del canvi de l'obertura Ruy López (2005, ISBN 3-283-00469-2). Entre 2000 i 2003 va treballar per a la publicació d'escacs Chessgate. Escriu una columna setmanal d'escacs per al Süddeutsche Zeitung. El 2010 va publicar juntament amb Robert K. von Weizsäcker el llibre Der Königsplan. Strategien für ihren Erfolg (ISBN 978-3-498-07370-1).